# Street Sharks
Street Sharks ist eine US-amerikanische Zeichentrickserie aus den Jahren 1994 und 1995.

## Handlung
Der verrückte Wissenschaftler Dr. Luther Paradigm experimentiert mit Tier-DNA und versucht sie mit menschlicher DNA zu kombinieren. Sein Konkurrent Dr. Robert Bolton will diese Experimente beenden und dringt in dessen Labor ein. Er kann nicht verhindern, dass Dr. Paradigm ein Serum in einen Hummer und einen Schwertfisch injiziert. Paradigm injiziert Bolton eine hohe Dosis des Serums. Während Bolton sich in ein unmenschliches Wesen verwandelt, flieht er aus dem Labor. Währenddessen mutieren der Hummer und der Schwertfisch zu Hybriden. Slopster, der Hummer, und Slash, der Schwertfisch, sind geboren worden und werden zu Paradigms loyalen Handlangern.
Als John, Coop, Bobby und Clint Bolton vom Verschwinden ihres Vaters hören, machen sie sich auf dem Weg zu Paradigm. Noch bevor sie Paradigm verhören können, werden sie geschnappt und ins Labor gebracht. Paradigm injiziert den Brüdern ein Hai-Serum, wodurch sie ohnmächtig werden. Slopster und Slash sollen die vermeintlichen Leichname wegschaffen, doch bald wachen diese wieder auf und verwandeln sich daraufhin in Haimutanten. Durch ihr Erscheinen geraten die Bürger von Fission City in Panik. Für Paradigm ist es die Bestätigung, dass sein Experiment erfolgreich ist.
Die mutierten Bolton-Söhne nennen sich fortan die Street Sharks und werden dann von Paradigm und einer Spezialeinheit erfasst. Paradigm lässt die Presse im Glauben, dass die Bolton-Söhne von ihrem eigenen Vater verwandelt wurden und nun mordlustige Monster sind. Noch bevor die Street Sharks unters Messer geraten, werden sie von Paradigms Assistentin Lena Mack und dem technischen Genie Bends gerettet. Seitdem nehmen sie den Kampf gegen Paradigm auf und wollen nicht nur ihre menschliche Gestalt zurück, sondern ihren verschwundenen Vater wiederfinden. Nach kurzer Zeit aber erschafft Paradigm zwei weitere Handlanger: Killamari, den Tintenfisch, und Repteel, eine Mischung aus Mensch, Muräne und Zitteraal.
Paradigm hat sich entschlossen, alle Menschen in Monster zu verwandeln, die allein ihm gehorchen sollen. Die Street Sharks müssen nicht nur ihre enormen Kräfte beherrschen, sondern auch ihren großen Appetit.

## Charaktere

### Die Street Sharks
John Bolton (Ripster)
John Bolton ist von seinen Brüdern der lockerste und sein größtes Hobby ist das Erfinden von technischen Geräten. Aus ihm wird ein mutierter Weißer Hai und nennt sich Ripster. Er ist der Anführer der Street Sharks.
Bobby Bolton (Streex)
Bobby Bolton sieht sich gern als cool an. Er springt gerne Fallschirm und fährt mit Rollerblades. Aus ihm wird ein mutierter Tigerhai und nennt sich Streex.
Coop Bolton (Slammu)
Coop Bolton ist der stärkste von seinen Brüdern und ein leidenschaftlicher Sportler. Aus ihm wird ein mutierter Walhai und nennt sich Slammu. Er kann Erdbeben erzeugen, wenn er mit seinen Armen auf dem Boden schlägt.
Clint Bolton (Jab)
Clint Bolton neigt zur Faulheit, aber hat ein ausgezeichnetes Talent mit Mechanik. Aus ihm wird ein mutierter Hammerhai und nennt sich Jab.

### Verbündete
Dr. Robert Bolton
Er ist der Vater von John, Coop, Bobby und Clint. Er wurde von Dr. Paradigm in ein unmenschliches Monster verwandelt. Man sieht in der ganzen Serie seine mutierte Gestalt nicht. Er hilft im Verborgenen seinen mutierten Söhnen. Dr. Paradigm hat ihn als skrupellosen Wissenschaftler gebrandmarkt, indem er die Presse im Glauben ließ, dass er der wahnsinnige Wissenschaftler sei, der nicht vor seinen eigenen Söhnen zurückschreckte.
Lena Mack
Sie war die Assistentin von Dr. Paradigm und hegte schon lange den Verdacht, dass Paradigm nichts Gutes im Schilde führte. Sie rettete die Street Sharks und wird ihre wichtigste Verbündete. Sie versucht den Sharks so gut zu helfen, wie sie kann.
Bends
Er ist das technische Genie an der Fission City Universität und ein guter Freund der Bolton-Söhne. Er steht den Street Sharks zur Seite und versorgt sie mit technischen Hilfsmitteln. Er hatte für die Street Sharks ihre speziellen Motorbikes angefertigt und ein Geheimversteck unter dem Eishockeyfeld der Universität aufgebaut.
Jets (Moby Lick)
Jets war schon lange mit den Bolton-Söhnen befreundet. Jets ist nur sein Spitzname, man kennt nicht seinen wahren Namen. Selbst als er von deren Verwandlung zu den Street Sharks hörte, wollte er zu ihnen halten. Doch Paradigm ließ ihn gefangen nehmen und verwandelte ihn in einen mutierten Orca und erhielt den Namen Moby Lick. Paradigm setzte ihn unter Drogen, um sich ihm gefügig zu machen und damit er die Street Sharks vernichtet. Doch als nach mehreren Kämpfen die Wirkung der Droge nachlässt, schloss er sich den Street Sharks an und wurde ihr fünftes Mitglied. Wie die Street Sharks zeichnet sich Moby Lick durch Körperkraft und Zähne aus, aber er verfügt über eine lange, kräftige Zunge (daher sein Name) und kann mehrere Liter Wasser durch sein Blasloch einsaugen und als Fontäne auf seine Gegner schießen.
Melvin Kresnick (Rox)
Melvin Kresnick war ein Rockstar, dessen Ruhm langsam zu verblassen drohte. Er zog sich in ein altes Hotel zurück, um für sich zu sein. Durch einen unglücklichen Zufall verzehrte er Popcorn, dass mit Paradigm Mutantenformel präpariert war, aber auch den Salzmix, der mit Boltons Gegenmittel präpariert war. Im Schlaf verwandelte er sich in einen mutierten Bullenhai, aber als er sich am Morgen in dieser Gestalt sah, fand er es ausgezeichnet. Im Gegensatz zu den Street Sharks hat er einen langen schwarzen Irokesenschnitt, weil er Paradigm´s und Boltons Formel gleichzeitig genommen hatte. Er sah seine Mutation als Glück an und nannte sich fortan Rox. Als Rox eroberte er die Herzen der Rockfans. Paradigm wollte ihn anwerben und als Spion gegen die Street Sharks benutzen. Doch als er die Street Sharks trifft und ihr Vertrauen gewinnt, beschloss er, sie nicht an Paradigm auszuliefern. Den Street Sharks und Rox gelang es, zu verhindern, dass die Rockfans in Mutanten verwandelt wurden. Rox wurde Teilzeitmitglied der Street Sharks. Auf seine neue Gestalt würde er nie verzichten wollen, selbst wenn man ihm die Chance geben würde.
Manta Man
Manta Man ist ein mutierter Rochen. Er sieht aus wie ein Superheld, kämpft an der Seite der Street Sharks und schließt sich ihnen an.

### Feinde
Dr. Luther Paradigm (Dr. Piranoid)
Dr. Paradigm ist ein skrupelloser Wissenschaftler, der mit der DNA von Menschen und Tieren experimentiert. Er verwandelte die Söhne seines Erzfeindes Dr. Bolton in die Street Sharks, um eine eigene Armee von Mutanten zu haben. Er strebt nach der Weltherrschaft und um das zu erreichen, will er die Menschen in Mutanten verwandeln, die nur ihm gehorchen. Er zog sich eine starke Rüstung an, die mit Harpunen und Enterhaken gespickt ist. Er versuchte Bends in einen mutierten Piranha zu verwandeln, aber durch das Eingreifen der Street Sharks bekam er das Mittel selbst ab. Im Gegensatz zu seinen Mutanten und den Street Sharks kann er seine Verwandlung kontrolliert einsetzen. Dadurch bekam er seinen Namen Dr. Piranoid. In späteren Folgen injeziert er sich versehentlich mit Eidechsen-DNS statt der von Dinosauriern, weshalb seine Kräfte um einiges schwächer sind als geplant.
Slopster
Slopster ist ein mutierter Hummer. Er zeichnet sich durch seine scharfen Scheren, seiner Körperkraft und seine Loyalität gegenüber Dr. Paradigm aus.
Slash
Slash ist ein mutierter Schwertfisch. Er hat einen drehbaren Bohrer als Schnauze, massive Muskeln, trägt einen lila Gymnastikanzug und ist Dr. Paradigm treu ergeben.
Repteel
Repteel war ein Mensch, der sich freiwillig von Dr. Paradigm mutieren ließ. Er war mal ein Hotelbesitzer, der nicht viele Besucher hatte. In ebendiesem Hotel fand die Mutation von Melvin Kresnick statt. Durch einen Kampf zwischen den Street Sharks und Paradigm´s Mutanten wurde sein Hotel zerstört. Das Hotel war alles was er noch hatte. Um sich an den Street Sharks zu rächen, schloss er sich Dr. Paradigm an, ohne zu wissen, dass Paradigm´s Mutanten an der Zerstörung seines Hotels beteiligt waren. Paradigm kombinierte ihn mit dem Erbmaterial von Zitteraalen und Muränen und so wurde der ehemalige Hotelbesitzer zu Repteel. Als Repteel kann er lebende Speere abfeuern, die elektrisch aufgeladen sind.
Killamari
Killamari ist ein mutierter zehnarmiger Tintenfisch. Er besitzt die Fähigkeit aus seinem Maul und seinen Saugnäpfen hochgiftige Harpunen abzufeuern.
Shark Bot
Shark Bot ist eine Erfindung von Paradigm, um die Street Sharks zu zerstören. In der Serie sieht man ihn nur in zwei Folgen. Der Shark Bot hat eine Tarnvorrichtung: Er kann aus seinem Oberkiefer eine Haimaske ausklappen, damit er auf den Überwachungskameras wie ein Street Shark aussieht. In einer Folge erscheint eine Armee von Shark Bots aus der Zukunft, die jedoch nicht wie der originale Shark Bot aussieht.

## Veröffentlichung
Die Serie, produziert von DiC Entertainment, wurde in den USA vom 1. September 1994 – 1. Mai 1995 erstmals im Fernsehen ausgestrahlt. Sie wurde unter anderem ins Spanische, Portugiesische, Italienische und Ungarische übersetzt.
Eine deutsche Fassung wurde von RTL 2 und Tele 5 ausgestrahlt.

## Synchronisation
| Rolle        | Englischer Sprecher |
| ------------ | ------------------- |
| Ripster      | Lee Tockar          |
| Streex       | Andy Rannells       |
| Big Slammu   | D. Kevin Williams   |
| Dr. Piranoid | John Michael Lee    |
| Jab          | Matt Hill           |
| Bends        | Jim Hogget          |

## Action-Figuren
Von 1994 bis 1996 brachte Mattel eine Reihe von Action-Figuren zur Serie Street Sharks heraus.